# او کیو-مون
او کیو-مون (انگلیسی: Oh Kyo-moon؛ زادهٔ ۲ مارس ۱۹۷۲) کماندار اهل کره جنوبی است.